# Südafrikanische Cricket-Nationalmannschaft in England in der Saison 1994
Die Tour der südafrikanischen Cricket-Nationalmannschaft nach England in der Saison 1994 fand vom 21. Juli bis zum 28. August 1994 statt. Die internationale Cricket-Tour war Bestandteil der Internationalen Cricket-Saison 1994 und umfasste drei Tests und zwei ODIs. Die Test-Serien endete unentschieden 1–1, während England die ODI-Serie 2–0 gewann.

## Vorgeschichte
Beide Mannschaften trafen sich vorher bei dem Cricket World Cup in Australien und Neuseeland. Für Südafrika war es die erste Tour der Saison. England spielte vor diesem Tour eine Heimtourserie gegen Neuseeland. Das letzte Aufeinandertreffen der beiden Mannschaften bei einer Tour fand in der Saison 1965 in England statt.

## Stadien
Die folgenden Stadien wurden für die Tour als Austragungsort vorgesehen.
| Stadion                     | Stadt      | Kapazität | Spiele  |
| --------------------------- | ---------- | --------- | ------- |
| Edgbaston Cricket Ground    | Birmingham | 24.803    | 1. ODI  |
| Headingley Stadium          | Leeds      | 17.000    | 2. Test |
| Lord’s Cricket Ground       | London     | 30.000    | 1. Test |
| The Oval                    | London     | 23.500    | 3. Test |
| Old Trafford Cricket Ground | Manchester | 19.000    | 2. ODI  |

## Kaderlisten
Die Mannschaften benannten die folgenden Kader.
| Test | Test | ODI | ODI |
| England | Südafrika | England | Südafrika |
| --- | --- | --- | --- |
| - Mike Atherton (K) - Joey Benjamin - John Crawley - Phil DeFreitas - Angus Fraser - Graham Gooch - Darren Gough - Graeme Hick - Devon Malcolm - Steve Rhodes (wk) - Ian Salisbury - Alec Stewart - Graham Thorpe - Craig White | - Kepler Wessels (K) - Hansie Cronje - Daryll Cullinan - Allan Donald - Andrew Hudson - Gary Kirsten - Peter Kirsten - Craig Matthews - Brian McMillan - David Richardson (wk) - Jonty Rhodes - Fanie de Villiers | - Mike Atherton (K) - Dominic Cork - Phil DeFreitas - Neil Fairbrother - Darren Gough - Graeme Hick - Chris Lewis - Steve Rhodes (wk) - Alec Stewart - Graham Thorpe - Shaun Udal | - Kepler Wessels (K) - Hansie Cronje - Daryll Cullinan - Allan Donald - Gary Kirsten - Peter Kirsten - Craig Matthews - Brian McMillan - David Richardson (wk) - Jonty Rhodes - Tim Shaw - Richard Snell - Fanie de Villiers |

## Tests

### Erster Test in London
| 21. – 24. Juli Scorecard | London (Lord’s) | Südafrika 357 (118.5) & 278-8d (102.3) | – | England 180 (61.3) & 99 (45.5) |
|                          |                 | Südafrika gewinnt mit 356 Runs         |   |                                |

Südafrika gewann den Münzwurf und entschied sich als Schlagmannschaft zu beginnen. Als Spieler des Spiels wurde Kepler Wessels ausgezeichnet.

### Zweiter Test in Leeds
| 4. – 8. August Scorecard | Leeds | England 477-9d (160.3) & 267-5d (78.3) | – | Südafrika 447 (133.1) & 116-3 (60) |
|                          |       | Remis                                  |   |                                    |

England gewann den Münzwurf und entschied sich als Schlagmannschaft zu beginnen. Als Spieler des Spiels wurde Kepler Wessels ausgezeichnet.

### Dritter Test in London
| 18. – 21. August Scorecard | London (The Oval) | Südafrika 332 (92.2) & 175 (50.3) | – | England 304 (77) & 205-2 (35.3) |
|                            |                   | England gewinnt mit 8 Wickets     |   |                                 |

Südafrika gewann den Münzwurf und entschied sich als Schlagmannschaft zu beginnen. Als Spieler des Spiels wurde Devon Malcolm ausgezeichnet.

## One-Day Internationals

### Erstes ODI in Birmingham
| 25. August Scorecard | Birmingham | Südafrika 215-7 (55/55)       | – | England 219-4 (54/55) |
|                      |            | England gewinnt mit 6 Wickets |   |                       |

Südafrika gewann den Münzwurf und entschied sich als Schlagmannschaft zu beginnen. Als Spieler des Spiels wurde Graeme Hick ausgezeichnet.

### Zweites ODI in Manchester
| 25. August Scorecard | Manchester | Südafrika 181-9 (55/55)       | – | England 182-6 (48.2/55) |
|                      |            | England gewinnt mit 4 Wickets |   |                         |

England gewann den Münzwurf und entschied sich als Feldmannschaft zu beginnen. Als Spieler des Spiels wurde Steve Rhodes ausgezeichnet.